# Broeders Van Dale
De katholieke congregatie Broeders Van Dale (Latijn: Fratres Van Dale, afkorting FVD) werd in 1761 in Kortrijk gesticht door de priester Jozef Van Dale (1716-1781). Het moederhuis van de congregatie was in Kortrijk gevestigd, achtereenvolgens in drie kloosters aldaar. In 1960 telde de congregatie 80 broeders, het hoogste aantal ooit.
De congregatie was zeer actief in het lager onderwijs in West-Vlaanderen. Voorts gingen er broeders op missie in Congo, en daarna in Rwanda.